# Titanov(III) oksid
Titanov(III) oksid (Ti2O3) je spojina titana in kisika, ki je uporabna v medicini in analizi snovi, pri protikorozijski zaščiti, redko pri izdelavi nakita in ladjedelništvu. Prisoten je v mineralu rutilu, v manganovi in nekaterih železovih rudah, redkeje ga pridelujejo umetno. Je vijolično-črne barve in je brez vonja. Tališče ima pri 2130 °C, njegova gostota pa je 4490 kg/m³. Včasih se je titanik poleg kroma in vanadija uporabljal kot legirni element pri proizvodnji jekla, vendar se danes zaradi njegove rahle toksičnosti ne uporablja več.